# Świat Techniki
Świat Techniki – miesięcznik popularnonaukowy wydawany od lipca 2004 do grudnia 2005. W założeniu pismo miało pisać o sprawach naukowych przystępnym językiem. W "Świecie Techniki" można było znaleźć informacje z dziedzin takich jak: militaria, kosmos, informatyka, motoryzacja, biotechnologia, sport. Pismo było wydawane przez WSiP. Z powodu małej sprzedaży przerwano wydawanie.

## Redaktorzy naczelni
- Tadeusz Belerski (07.2004 - 04.2005)
- Elżbieta Wieteska (06.2005 - 01.2006)